# 顏莉敏
顏莉敏（1984年9月7日—），臺中市沙鹿區人，中華民國政治人物，中國國民黨籍。為台中顏家成員之一，父親為現任大甲鎮瀾宮董事長顏清標，兄長為立法委員顏寬恒。臺中黑派人物。
2014年，她代表中國國民黨競選於臺中市議會議員第二選區（清水、梧棲、沙鹿）並當選。於2018年及2022年，持續連任市議員，並被選為臺中市議會副議長。

## 外部連結
- 顏莉敏的Facebook專頁
- YouTube上的顏莉敏頻道
- 臺中市議會顏莉敏副議長資訊